# AVRO-Turnier

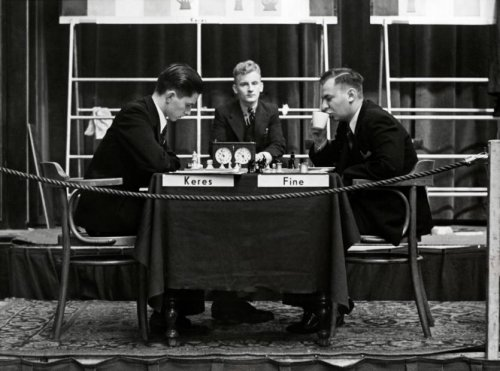
Paul Keres-Reuben Fine in der letzten Runde (27. November 1938)

Das AVRO-Turnier war ein Schach-Doppelrundenturnier und fand im Jahr 1938 in den Niederlanden statt. Benannt wurde es nach dem Sponsor, der niederländischen Rundfunkgesellschaft AVRO. Es nahmen acht Spieler teil, die zum damaligen Zeitpunkt als die stärksten Spieler weltweit galten: Schachweltmeister Alexander Aljechin, die früheren Weltmeister José Raúl Capablanca und Max Euwe, der zukünftige Weltmeister Michail Botwinnik sowie die Meisterspieler Paul Keres, Reuben Fine, Samuel Reshevsky und Salo Flohr. Es siegten Keres und Fine gemeinsam, wobei Keres den direkten Vergleich mit 1,5:0,5 für sich entschied. Capablanca, der in den vorangegangenen 29 Jahren nur 26 Turnierpartien verloren hatte, unterlag bei vier Partien in diesem Turnier. Dies ist auf einen leichten Schlaganfall zurückzuführen, den er während des Turniers erlitt.
Das AVRO-Turnier war das bestbesetzte Schachturnier, das bis dato stattgefunden hatte. Es wurde in der Hoffnung organisiert, einen Herausforderer für Weltmeister Aljechin zu ermitteln. Es hatte jedoch nicht den Status eines offiziellen Kandidatenturniers, und der Ausbruch des Zweiten Weltkriegs verhinderte einen Weltmeisterschaftskampf für mehr als ein Jahrzehnt. Als jedoch der Weltschachbund FIDE die Weltmeisterschaft 1948 als Folge von Aljechins Tod 1946 organisierte, lud man fünf der Teilnehmer des AVRO-Turniers ein, nur Capablanca, der bereits verstorben war, und Flohr, der durch Wassili Smyslow ersetzt wurde, fehlten.

## Organisation
Die Eröffnungsfeier fand am 4. November 1938 in Amsterdam statt. Gespielt wurde vom 6. bis 27. November in den folgenden Städten:
| Runde | Ort       | Datum        |
| ----- | --------- | ------------ |
| 1     | Amsterdam | 6. November  |
| 2     | Den Haag  | 8. November  |
| 3     | Rotterdam | 10. November |
| 4     | Groningen | 12. November |
| 5     | Zwolle    | 13. November |
| 6     | Haarlem   | 14. November |
| 7     | Amsterdam | 15. November |
| 8     | Utrecht   | 17. November |
| 9     | Arnhem    | 19. November |
| 10    | Breda     | 20. November |
| 11    | Rotterdam | 22. November |
| 12    | Den Haag  | 24. November |
| 13    | Leiden    | 25. November |
| 14    | Amsterdam | 27. November |

Als Transportmittel diente überwiegend die Eisenbahn, nach Groningen reisten die Teilnehmer per Flugzeug an. Die Hängepartien wurden in Amsterdam gespielt.
Botwinnik beklagte sich hinterher, dass die ständigen Reisen zu den verschiedenen Spielorten sehr anstrengend gewesen seien. Auch Aljechin erklärte, unter diesen Bedingungen nie wieder spielen zu wollen.

## Turnierverlauf
In der ersten Hälfte des Turniers dominierte Reuben Fine, der mit 5,5 Punkten aus 6 Partien startete. Dann verlor er jedoch mit Weiß gegen Keres, der zu diesem Zeitpunkt 4 Punkte hatte. In der zweiten Hälfte gewann Fine lediglich eine Partie, musste aber noch zwei weitere Niederlagen hinnehmen. Keres spielte nach seinem Sieg gegen Fine alle restlichen Partien Remis.

## Abschlusstabelle
| Rang | Name                 | Land               | 1  | 2  | 3  | 4  | 5  | 6  | 7  | 8  | Gesamt |
| ---- | -------------------- | ------------------ | -- | -- | -- | -- | -- | -- | -- | -- | ------ |
| 1    | Paul Keres           | Estland            | xx | 1½ | ½½ | ½½ | 1½ | ½½ | 1½ | ½½ | 8½     |
| 2    | Reuben Fine          | Vereinigte Staaten | 0½ | xx | 1½ | 10 | 10 | 11 | ½½ | 1½ | 8½     |
| 3    | Michail Botwinnik    | Sowjetunion        | ½½ | 0½ | xx | ½0 | 1½ | 1½ | ½1 | ½½ | 7½     |
| 4    | Max Euwe             | Niederlande        | ½½ | 01 | ½1 | xx | 0½ | 0½ | 01 | 1½ | 7      |
| 5    | Samuel Reshevsky     | Vereinigte Staaten | 0½ | 01 | 0½ | 1½ | xx | ½½ | ½½ | 1½ | 7      |
| 6    | Alexander Aljechin   | Frankreich         | ½½ | 00 | 0½ | 1½ | ½½ | xx | ½1 | ½1 | 7      |
| 7    | José Raúl Capablanca | Kuba               | 0½ | ½½ | ½0 | 10 | ½½ | ½0 | xx | ½1 | 6      |
| 8    | Salo Flohr           | Tschechoslowakei   | ½½ | 0½ | ½½ | 0½ | 0½ | ½0 | ½0 | xx | 4½     |

## Sonstiges
Capablanca erlitt während des Turniers einen leichten Schlaganfall. Er feierte während des Turniers auch seinen 50. Geburtstag.
Die in Rotterdam in der elften Runde gespielte Partie Botwinnik – Capablanca ist die bekannteste Partie von Botwinnik, ihre Schlusskombination wurde weltbekannt und in vielen Schachbüchern abgedruckt.

## Statistiken
- Längste Partie: Aljechin – Fine (0:1): 68 Züge
- Kürzeste Partie: Flohr – Fine (½:½): 19 Züge
- Gewonnene Partien von:
  - Weiß: 17
  - Schwarz: 7
  - Remis: 32